# هانس ريزر
هانس توماس ريزر (بالإنجليزية: Hans Thomas Reiser)‏ (مواليد 19 ديسمبر 1963) هو مبرمج كمبيوتر أمريكي وقاتل مدان وهو المطور الرئيسي لنظام الملفات ريزر-إف-إس (بالإنجليزية: ReiserFS)‏.

## وصلات خارجية
- تقرير التحقيق في القتل نينا ريزر من سي بي اس نيوز

(بالإنجليزية)